# UHC Sulz-Rickenbach
Der UHC Sulz-Rickenbach ist ein ehemaliger NLA-Unihockeyverein aus dem Winterthurer Vorort Rickenbach, der von 1984 bis zur Fusion zum UHC Winterthur United im Jahr 1996 existierte.

## Geschichte
Bereits 1975 bestand in Sulz-Rickenbach eine Strassenhockey-Plauschgruppe. Von 1980 bis 1983 sind insgesamt neun Freundschaftsspiele aus dieser Zeit gegen den HC Rychenberg Winterthur dokumentiert.
Während der Saison 1983/84 nahm der Winterthurer Verein Rychenberg schliesslich an den ersten Unihockey-Versuchsmeisterschaften des Schweizerischen Landhockeyverbands teil. Am Ende dieser Saison, als der HCR sich für die erste reguläre NLA-Saison qualifiziert hatte, trennte sich ein Teil der Spieler vom HCR um am 26. April 1984 den UHC Sulz-Rickenbach zu gründen.
Der UHC Sulz-Rickenbach stieg am Ende der Saison 1993/94 erstmals seit dem Abstieg 1986 wieder in die Nationalliga A auf. Am 1. Februar 1996 fusionierte der Verein mit dem UHC Virtus Winterthur zum UHC Winterthur United.